# Dolichopeza (Nesopeza) lohfauensis
Dolichopeza (Nesopeza) lohfauensis is een tweevleugelige uit de familie langpootmuggen (Tipulidae). De soort komt voor in het Oriëntaals gebied.